# 泰德·克鲁兹
拉斐爾·愛德華·“泰德”·克魯茲（英語：Rafael Edward "Ted" Cruz，1970年12月22日—），美国政治家，生於加拿大卡尔加里，畢業於普林斯顿大学和哈佛法学院，现為德州聯邦參議員。他是共和黨的鷹派，主張對華強硬並相當友善台湾政府。曾參與2016年美國總統選舉共和黨初選，落敗後力挺同黨候選人唐納·川普。

## 家庭背景
克魯茲于1970年12月22日生於加拿大卡爾加里山麓医疗中心。祖父生於西班牙加那利群岛。母親生於美國德拉維爾州。克鲁兹的父親，同名為拉斐爾·克魯茲，在古巴出生和长大，于1957年离开学校，进入奧斯汀德克薩斯大學法學院，并在四年的学生签证到期后在美国获得政治避难。拉斐爾于1973年获得加拿大国籍，并于2005年成为美国归化公民。
克鲁兹出生时，其父母在卡尔加里生活了三年，并以一家石油钻探-地震数据处理公司的所有者的身份从事石油业务。

## 政治生涯
2010年，他是茶黨運動的代表人物之一，2012年獲共和黨保守派推薦，首次當選參議員。
2013年美國政府停擺时發表演講，以冗長辯論反對患者保護與平價醫療法案 。
2017年在德州休士頓會見過境的中華民國總統蔡英文。
2020年7月13日，為了報復美國宣布制裁陳全國等4名侵犯新疆人權的中國官員，中華人民共和國宣佈對泰德·克魯茲等4名關注新疆人權狀況的美國議員及官員實施制裁。
2020年8月10日，為了報復美國宣布制裁林鄭月娥等11名侵犯人權及損害香港自治的中港官員，中華人民共和國宣佈對泰德·克魯茲等11名支持香港民主運動的美國議員及民間人士實施制裁。
2021年2月中旬，德克薩斯州遭遇罕見寒流侵襲並發生大規模停電事故，克魯茲被揭發其舉家前往墨西哥度假勝地坎昆避寒並推卸責任，使其受到輿論批評。

## 參選總統
2015年3月23日，宣布參選總統，成為首位表態參加2016年美國總統選舉的共和党參选人之一。2016年5月2日宣布退選。

## 外部連結
- 聯邦參議員泰德·克魯茲（页面存档备份，存于） – 官方網站
- C-SPAN內的頁面（英文）
- 《德州論壇報（英语：The Texas Tribune）》關於泰德·克魯茲（页面存档备份，存于）的新聞和評論
- 泰德·克鲁兹在《紐約時報》上的節選新聞及評論
- R. （泰德）·愛德華·克魯茲在摩根、劉易斯和博基斯（英语：Morgan, Lewis & Bockius）的檔案（存檔）
- 中的“泰德·克鲁兹”
- Background and collected news at The Washington Post
- 美國國會國家人物傳記大辭典中的傳記
- 由華盛頓郵報維護的投票記錄
- 智慧投票计划中的傳記、投票紀錄及利益集團評級
- Congressional profile at GovTrack
- Congressional profile at OpenCongress
- Issue positions and quotes at On the Issues
- Financial information at OpenSecrets.org
- 聯邦選舉委員會中的競選財務報告和數據
- Appearances on C-SPAN programs
- 網路電影資料庫上的亮相頁面
- Collected news and commentary at The New York Times
- Profile at Ballotpedia

| 政党职务                | 政党职务                                                    | 政党职务               |
| ----------------------- | ----------------------------------------------------------- | ---------------------- |
| 前任者： 凱·貝利·哈奇森 | 美國參議員德克薩斯州共和黨被提名人 （第1類） 2012年、2018年 | 最新的                 |
| 美国参议院              |                                                             |                        |
| 前任者： 凱·貝利·哈奇森 | 德克薩斯州第1類參議員 2013年－ 與約翰·康寧同時在任          | 現任                   |
| 美國排位名單            |                                                             |                        |
| 前任者： 蒂姆·凯恩      | 美國參議員資歷 第51位                                       | 繼任者： 伊莉莎白·華倫 |